# Molosi
Molosi (grško: Μολοσσοί  [Mollosoi]), antično grško pleme, ki se je že v mikenskem obdobju (1600-1200 pr. n. št.) priselilo v Epir. Njihovi severovzhodni sosedje so bili Haonci, južni pa Tesproti. Severno od njih so živela ilirska plemena. Molosi so bili člani Epirske zveze, dokler niso v tretji makedonski vojni (171-168 pr. n. št.) prestopili na makedonsko stran. Rezultat je bil porazen: maščevalni Rimljani so 150.000 prebivalcev zasužnjili in Molosijo priključili Rimskemu cesarstvu. 

## Mitologija
Po grški mitologiji so bili Molosi potomci Molosa, enega od treh sinov Neoptolema, sina Ahila in Dejdameje. Po opustošenju Troje so se Neoptolem in njegovi vojaki naselili v Epirju in se zlili z domačim prebivalstvom. Molos je nasledil Epirsko kraljestvo po smrti Helena, sina Priama in Hekube Trojanske, ki se je po Neoptolemovi smrti poročil z njegovo nekdanjo svakinjo Andromaho. Plutarh pravi, da nekateri zgodovinarji kot prvega epirskega kralja omenjajo Faetona, enega od tistih, ki so v Epir prišli skupaj s Pelazgom. Plutarh piše tudi to, da sta se med Molose naselila Deukalion in Pira, ki sta pred tem opravila vrsto molitev k Zevsu in Dodoni.

## Antični viri
Strabon piše, da so bili Molosi, Haonci in Tesproti najslavnejša plemena med štirinajstimi epirskimi plemeni in so obvladovala celo regijo. V zgodnjem obdobju so vladali Haonci, kasneje pa Tesproti in Molosi. Nekaj podobnega trdi tudi Plutarh.
Molosi so bili znani po svojih velikih divjih psih, ki so jih pastirji uporabljali za čuvanje čred. Po njih je dobila ime izumrla pasma grških psov molosov. Vergil pravi, da so v antični Grčiji pogosto uporabljali težke mološke pse, prevsem za lov (canis venaticus) in čuvanje premoženja in živine (canis pastoralis): "Z njim na straži se ti ni treba bati polnočnih tatov, napadov volkov ali zahrbtnih iberskih razbojnikov".
Strabon omenja, da so Tesproti, Molosi in Makedonci starejše moške nagovarjali s πελιοί [pelioi], starejše ženske pa s πελιαί [peliai], kar pomeni "siv". V antični grščini beseda πέλεια [peleia] pomeni goloba, verjetno zaradi pepelnato sive barve njegovega perja. Grški senatorji so se zaradi svojih sivih las imenovali Πελιγόνες [Peligones], kar je podobno makedonskemu Πελιγᾶνες [Peliganes].

## Moloski vladarji
Najbolj znamenit član moloske dinastije je bil Pir, ki je postal slaven po svoji Pirovi zmagi nad Rimljani. Pir je bil po Plutarhovem mnenju sin Eakida Epirskega in Ftije, hčerke tesalskega hiparha Menona, junaka iz lamijske vojne. Pir je bir drugi bratranec Aleksandra Velikega. 
Vladarji so v 4. stoletju pr. n. št. svoj vladarski položaj imenovali prostatai (grško:  προστάται), kar v dobesednem prevodu pomeni varuhi. Enak naslov je v tistem času uporabljala tudi večina drugih grških plemenskih držav. Drugi nazivi istega položaja so bili grammateus (grško: γραμματεύς) - sekretar, demiourgoi (grško: δημιουργοί) - ustvarjalci, hieromnemones (grško: ἱερομνήμονες) - svetega spomina in synarchontes  (grško: συνάρχοντες) - sovladarji. Napis iz 4. stoletja pr. n. št., ki se nanaša na Pira Epirskega, pravi (v prostem prevodu):
Ko je vladal kralj Aleksander, ko je bil moloski prostatas Aristomahos Omfalas in grammateus Menademos Omfalas, so na skupščini sklenili, da je Kreston dobrotnik, zato so njemu in njegovim potomcem podelili državljanstvo.
Državne odločitve so objavljali v prepročišču Dodona. Moloske prince so kljub temu, da so imeli monarhijo, pošiljali v Atene, da bi se naučili demokracije, ker so menili, da monarhija in demokracija v nekaterih pogledih nista nasprotna koncepta.
Iz moloske vladarske hiše je bila mati Aleksandra Velikega Olimpija Epirska.

## Vojni z Iliri
Leta 385 pr. n. št. so Molose napadli Iliri, ki jih je nahujskal in podprl Dionizij Sirakuški, da bi na prestol postavil epirskega princa Alketa, ki je bil begunec na njegovem dvoru. Dionizij je s to potezo nameraval dobiti oblast nad celim Jonskim morjem. Ko se je razvedelo za napad Ilirov, se je v vojno vmešala Šparta in pregnala Ilire pod Bardilisovim poveljstvom. Iliri so pred tem upustošili Molosijo in pobili 15.000 prebivalcev.
Drug ilirski napad na Molosijo je bil leta 360 pr. n. št.. Moloski kralj Arib Epirski je civilno prebivalstvo evakuiral v Etolijo in dovolil Ilirom neovirano plenjenje. Na njihovem povratku jih je, otovorjene s plenom, napadel in porazil.